# Matt Parkman
Matt Parkman es un personaje de ficción de la serie dramática de la NBC Héroes, interpretado por Greg Grunberg. Es un policía de 35 años residente en Los Ángeles que puede leer la mente y, por ende, escuchar sus pensamientos. También puede "poner pensamientos en la mente de otras personas", es decir, obligar a alguien a hacer algo. Como su padre, él también puede dejar atrapado a alguien en una pesadilla o ilusión mental.

## Historia del personaje

### Genesis
Matt Parkman es un oficial de policía de Los Ángeles. Ha intentado ser detective en tres ocasiones, sin mucho éxito. Matt lee las mentes, él puede escuchar los pensamientos de la gente que se encuentra alrededor de él. 
En su primera aparición en el episodio No Mires Atrás, Matt escucha la pensamientos de una niña pequeña, Molly Walker, que se había escondido de un asesino llamado Sylar. Así al encontrarla se convirtió en sospechoso de ser dicho asesino, pero después del interrogatorio del FBI la agente Audrey lo tolera y le cree, debido a que Sylar entra en el edificio e intenta asesinar de nuevo a la pequeña, pero Matt la salva. De vuelta a casa, Matt y su esposa Janice discuten y Matt se marcha a un bar, donde ve a un misterioso hombre cuya mente no puede leer y cae inconsciente.
En el capítulo Hiros, Matt despierta en el sofá de su casa sin recordar nada del día anterior. Janice estaba muy preocupado por él y eso le extraña, debido a sus constantes peleas. Entonces Matt, que comienza a controlar su habilidad, la prepara una velada romántica y pasan unos momentos muy buenos. Más tarde, va a una tienda a por helado y su habilidad comienza a descontrolarse, escuchando los pensamientos de todo el que le rodea, logrando así frustrar un robo, aunque también queda perjudicado en el progreso. 
Días después Matt lee los pensamientos de Janice en donde esta parece ocultar algo, sin embargo Matt intenta desviar su mente, esta vez ayudando ala agente Aubrey a perseguir un sospechoso de ser Sylar: Ted Sprague, pero Matt conociendo a ciencia cierta los métodos de Sylar se da cuenta rápidamente que el sujeto es alguien más y logran dar con su paradero, Sin embargo Ted reacciona violentamente y antes de que pueda matar a otra persona, Matt lo consuela recitándoles los últimos pensamientos de su agonizante esposa. 
Más tarde Matt lee el pensamiento de uno de sus compañeros enterándose de que Janice le fue infiel. 
Al día siguiente Matt interroga a Ted Sprague enterándose de que tanto Ted como Matt fueron secuestrados por un hombre haitiano antes de manifestar sus poderes, además de poseer la misma marca en el cuello. Pero es incapaz de enterarse de más información ya que Ted es escoltado ala prisión de nuevo, una vez en su hogar Matt se entera por boca de Aubrey que Ted escapó. 
Unas semanas más tarde, Matt y Aubrey son mandados a investigar un nuevo caso de Sylar, esta vez la víctima siendo Jackie Wilcox, y Matt acompañando a Aubrey interrogan a Peter Petrelli logrando enterarse de que el blanco original de Sylar era Claire Bennet, esta vez poniendo su interés sobre ella, en donde Matt conseguiría con sus habilidades fácilmente explicaciones, sin embargo es incapaz por los poderes del haitiano, más tarde Matt descansando, ve la última oportunidad de leer la mente de Noah esta vez consiguiendo una palabra clave: Sylar, debido a esto Matt y Aubrey mandan un enorme escuadrón de seguridad a Primatech con la misión de encontrar a Sylar, solo que sin éxito y por esto Matt es despedido.
Matt entonces buscando un nuevo empleo, decide convertirse en guardaespaldas de Aron Malsky, lamentablemente es el mismo blanco de la asesina a sueldo Jessica Sanders quien busca matarlo por robarle dinero al Sr. Linderman, de tal manera que Matt comienza un peligroso juego del gato y el ratón que resulta en la muerte de Aron, Matt entonces se guía por los últimos pensamientos de Aron logrando encontrar los diamantes invertidos en el dinero del Sr. Linderman, pero decide robarlos ante las duras críticas hacia él. 
Posteriormente Matt intenta impresionar a su esposa regalándole uno de los diamantes de Aron, pero cuando Janice descubre el valor de los diamantes, Matt le confiesa su crimen, más tarde Matt recibe una llamada de parte de Ted quien le exige verse de inmediato, una vez juntos Matt se entera de que Primatech los ha estado rastreando como si fueran animales, Matt impresionado ante la verdad y la conducción de Ted decide ayudarlo, llegando al extremo de tomar como rehenes ala familia de Noah buscando respuestas. 
Pero las cosas se complican cuando Noah intenta contrarrestar los planes y exigencias de Ted, lo que provocan que Ted tome la decisión precipitada de intentar asesinar a Sandra Bennet, razón por la cual Matt se une secretamente con Noah y juntos deciden darle a Ted las respuestas que tanto exige, sin embargo el agente Thompson se entera rápidamente que Noah traicionó ala compañía al enseñarle a Ted los archivos secretos, y decide asesinarlo acabando en Ted siendo disparado y por ende pierde el control de sus habilidades casi explotando, de no ser por el poder de Claire quien logró sedar al hombre, aunque esto también la deja expuesta ala compañía. 
Matt entonces es capturado junto a Ted por la compañía y aprisionados, pero Matt ve la oportunidad de escapar de nuevo, bajo la guía de Noah, (después de que este se entrega voluntariamente ala compañía para proteger a Claire), Matt sin más remedio acepta y sigue las órdenes de Bennet consiguiendo escapar y liberar a Ted y a Noah, más tarde en Texas Noah les revela que destruyendo el sistema de rastreo Walker, serán libres de la compañía, y Matt a duras cuestas acepta, viajando hacia New York, en donde se encuentran con Claire por segunda vez, posteriormente Matt junto a Noah continúan en su búsqueda por el sistema de rastreo, viéndose en la obligación de confrontar a Thompson en un tiroteo que acaba en la muerte de Thompson, Matt y Noah ahora sin obstáculos se dirigen a destruir el sistema, enterándose de que se trata de la misma Molly Walker, sin embargo todos entran en un acuerdo de dejar vivir a Molly con el propósito de darles el paradero de Sylar, una vez que Matt sabe la localización de Sylar decide matarlo, aun en contra de los deseos de Noah, pero Matt al llegar al refugio de Sylar se entera rápidamente que Sylar ha ido ala plaza Kirby, y Matt se dirige ala plaza consiguiendo enfrentarse a Matt, pero es reducido fácilmente por Sylar insertándole 5 balas en el pecho. 
Cerca del final de la temporada Matt es llevado al hospital hasta ahora con un destino desconocido.

### Generaciones
En la segunda temporada hemos descubierto que Matt Parkman ha sido abandonado por su mujer, la cual le engañaba. Ahora vive junto con Molly, a la que cuida en ausencia de su compañero Mohinder Suresh, el cual, junto con Noah Bennet, tratan de llevar a su fin a La Compañía (Heroes).
Ahora Matt ha conseguido reingresar en la policía, teniendo pleno conocimiento de sus poderes y utilizándolos en los casos que trata. Actualmente investiga la muerte del padre de Hiro, en la cual parece estar implicada Angela Petrelli, principal sospechosa que ha llegado a declararse culpable.
Al descubrir que esto no es cierto, junto con Nathan Petrelli indagan en el pasado común de Ángela Petrelli y Kaito Nakamura, descubriendo que el propio padre de Matt tenía relación con ellos y que este mismo es el misterioso hombre que causa pesadillas a Molly.
Matt entonces decide confrontarlo luego de que Molly queda en un estado de coma, por localizar a Maury. Nathan Petrelli acompaña a Matt, y ambos solo consiguen ser víctimas de los poderes de Maury. Molly es llevada a La Compañía por Mohinder, sin embargo los médicos no pueden despertarla, y para colmo Maury llega a la compañía a matar a Bob Bishop, manipula a Niki Sanders, y encierra a Matt en el lugar donde se encuentra Molly, allí, confronta a Maury, donde luego de expresarse con rabia y asertividad logra evolucionar sus poderes y deja encerrado a Maury en su propia pesadilla.
Posteriormente Matt comienza darle un mal uso a su habilidad desarrollada, manipulando a las personas a su alrededor para hacer su voluntad, hasta que Angela Petrelli es quien lo frena al ponerle de ejemplo los pecados pasados de Maury. 
Más tarde Matt decide dejar su obsesión con el caso de los fundadores de la compañía e intenta conseguir las respuestas de parte de Angela, quien le asegura que el principal villano es Adam, además de revelarle que Peter ahora es su marioneta. Matt decidido a detener a Adam confronta junto a Nathan Petrelli y Hiro Nakamura a un muy malhumorado Peter Petrelli, consiguiendo abrirle los ojos a Peter sobre las verdaderas intenciones de Adam, Hiro se deshace de Adam y Peter se encarga de destruir la cepa del virus Shanti para siempre.
Al final de la segunda Temporada Matt usas sus poderes telepáticos para asegurarse de que la gente escuche, la importante revelación de gente con habilidades, sin embargo un misterioso atacante mata a Nathan y Matt aterrado busca entre el público al responsable, alcanzando a ver un hombre que camina tranquilamente entre la multitud agitada.

### Villanos
Matt persigue al sospechoso del asesinato de Nathan junto a Peter, momentos después del ataque, sin embargo el misterioso asesino desaparece, más tarde Matt sorprende a un Peter con un arma, y luego de intentar leer su mente, solo consigue sorprenderse al descubrir que se trata de un Peter del futuro el cual en cualquier momento usurpa el papel del Peter del presente e intenta rematar a Nathan (quien sorprendentemente resucitó), Matt entonces es llevado contra su voluntad a África en donde casi muere de no ser, por Usustu, un extraño hombre africano con el poder de la precognición quien le revela que tiene un futuro que evitar, otorgándole el poder de la precognición, Matt sorprendido por el futuro que le espera, se dirige rápidamente ala ciudad de New York, en donde irónicamente se encuentra con Daphne Millbrook, mujer que dentro de 4 años sería su esposa de alguna manera, (aunque por desgracia estuviera condenada a morir, en dicho futuro alternativo).
Matt desesperado por salvar a Daphne de su trágico destino, comienza a comentarle el sueño precognitivo que tuvo, pero este solo consigue causarles grandes problemas a Daphne al fallar en su misión de reclutar a Matt para Pineharts, lo que hace que Arthur Petrelli tome la decisión de matar a Matt, aún en contra de los deseos de Maury Parkman, quien aceptó servir a Arthur para proteger a Matt, Maury furioso confronta a Arthur y muere durante el progreso, lo que deja a Daphne como vacante para asesinar a Matt, pero cuando esta se niega matar a Matt, es aparentemente asesinada junto a Matt a manos de Knox, ignorando que esto había sido una ilusión creada por los poderes telepáticos de Matt, además de que Daphne en medio de su gran paranoia hace un acuerdo con Arthur. En cual consistía en mantener a avisado a Arthur en cuanto a cada una de las acciones de Matt en secreto. 
Posteriormente Matt intenta sacar a Angela Petrelli en el estado de coma en que Arthur la dejó, solo para enterarse de la traición de Daphne por parte de Arthur, aunque Matt al final decide confiar en Daphne y la imagen sólida del amor que hay entre ellos hace que Arthur se compadezca de Angela y la deje libre. Más tarde Matt tiene que lidiar con una muy paranoica Daphne quien en medio de su gran terror hacia Arthur escapa a su hogar, en donde Matt se entera porque Daphne esta atada a Arthur, descubriendo que Daphne al estar sin poderes es incapaz de caminar, sin embargo Matt convencido del gran potencial de Daphne, la anima lo suficiente como para lograr reconciliarse con su padre y ayudar a Matt y Ando a seguirle el paso a Hiro en su misión de detener a Arthur, finalmente Matt luego de enterarse de la situación actual de Hiro, ayuda a Ando a conseguir el poder de la aumentación, lo que le proporcionan una versión más poderosa de sus habilidades, luego de que Ando arma equipo con Daphne y juntos salvan a Hiro y destruyen al formula, Matt comienza una relación con Daphne.

### Fugitivos
Claire Bennet va a buscarlo luego de enterarse de que Matt está en peligro, luego de que Claire le advierta, este cae sedado bajo un ataque de los agentes del gobierno, Matt es llevado en un avión junto a los demás heroes, pero el avión cae gracias a Claire y Peter Petrelli.
Matt se une junto a Peter Petrelli y Mohinder Suresh para afrontar a Danko y sus hombres, secuestran a Noah Bennet para sacarle información. Al final Sylar mata a Nathan y consciente de que si el gobierno se enterara de la muerte de un senador a manos de una persona con poderes, podría poner en peligros a todos ellos por lo que decide usar su habilidad para convencer a Sylar de que es Nathan y debido a este había usado su habilidad psicometrica para ver los recuerdos de Nathan a través de objetos, su cuerpo termina tomando la forma física de Nathan junto con sus memorias.

### Redención
En este nuevo volumen se lo ve reconciliado con su exesposa y viviendo con ella y su hijo pero con un gran secreto: al parecer cuando hizo creer a Sylar que era Nathan, la conciencia de este quedó atrapada en la mente de Matt mientras que su cuerpo está convencido de que es Nathan, por lo que Sylar lo presiona y lo amenaza con lastimar a su familia usando su cuerpo sino devuelve su mente a su cuerpo.

### Heroes Reborn
Matt aparece en el capítulo 13 de junio 1º parte trabajando para Erica Kravid actuando como villano, más adelante se descubre que es director de un campo de concentración para evos(humanos evolucionados) donde los torturan y manipulan mentalmente para sus propios fines, se muestra a un Matt Parkman cruel y despiadado manipulando las mentes de los secuestrados.

## Poderes
Tiene el poder de telepatía, pero no puede controlarlo por completo, así sufre de problemas porque escucha pensamientos que no quiere escuchar. A medida que avanza la serie, Matt domina más y más su poder, pero en la segunda temporada, cuando descubre que su padre también posee poderes y que parece que está relacionado con el suyo, descubre que con su "don" puede hacer más que leer mentes y pensamientos.En la tercera temporada Matt puede sumergir las mentes ajenas en complejas ilusiones o incluso dañar la mente de otra persona hasta hacerla perder el conocimiento, como hizo su padre con Molly cuando esta trataba de localizarlo, y además obligar a la gente a hacer cosas "poniendo un pensamiento en su mente", esto se debe a que puede controlar su cerebro en todos los sentidos.
- Datos: Q1062787